# Hawa Ahmed Youssouf
Hawa Ahmed Youssouf (Yibuti, 9 de noviembre de 1966) es una política de Yibuti actualmente representante especial del presidente de la Comisión de la Unión Africana. En su país ha sido  Ministra de Asuntos de la Mujer y la Familia y Ministra de Asuntos Sociales en 1999

## Trayectoria
Hawa Ahmed Youssouf nació el 9 de noviembre de 1966 en Yibuti. En 1999 se convirtió en la primera mujer ministra en un gobierno de Yibuti. Fue nombrada para encabezar el Ministerio de Asuntos de la Mujer y la Familia (ahora Ministerio de Promoción de la Mujer, Bienestar Familiar y Asuntos Sociales). Hawa es activista en contra de la mutilación genital femenina y denuncia que si bien el artículo 333 del Código Penal de Yibouti en los últimos siete años ha sancionado severamente a los perpetradores de mutilación genital femenina, "todavía alrededor del 90 por ciento de las niñas de 7 a 8 años están expuestas a esta tradición dañina"   en su país.
Hawa también ha formado parte de comités internacionales interesados en poner fin a la desestabilización política en las regiones subsaharianas de África. En 2012, era la Representante Especial de la Unión Africana en la República Centroafricana, comprometida en ayudar a "recaudar fondos para el desarme, la desmovilización y la reintegración" de las víctimas afectadas por las actividades del gobierno de Buzizi.